# Neukrotimy (Schiff, 1977)
Die Neukrotimy (russisch Неукротимый ‚Unbeugsam‘) war eine Fregatte des Projekt 1135M (Kriwak-II-Klasse) der sowjetischen und später russischen Marine.

## Einsätze
Die spätere Neukrotimy wurde am 22. Januar 1976 auf der Werft 820 (heutige Ostseewerft Jantar) in Kaliningrad auf Kiel gelegt. Der Stapellauf erfolgte am 7. September 1977 und die Indienststellung am 7. September 1977 für die Baltische Flotte der Sowjetischen Marine.
2005 ist es auf dem Schiff zu einem Unfall mit Übungsmunition gekommen, bei dem es in der Newa teilweise sank. Danach wurde die Neukrotimy in der Sewernaja Werft repariert.
2008 lag das Schiff im Hafen von Baltijsk, wo es auf die Ausmusterung aus dem Bestand der baltischen Flotte vorbereitet wurde. Am 8. Dezember 2008 brach an Bord der Fregatte ein Feuer aus, bei dem ein Offizier ums Leben kam.
Am 29. Juni 2009 wurde die Fregatte außer Dienst gestellt. Am 3. Oktober 2012 sank das Schiff am Kai des Hafens von Baltijsk aufgrund des schlechten Zustands.